# Усландырь
Усла́ндырь, Усла́ндыр (чув. Услантăр; в верховье — Сагылда-Сирма) — река в России, протекает по Вурнарскому району, в нижнем течении граничит с Красноармейским районом Чувашской Республики. Правый приток реки Большой Цивиль.

## География
Река Усландырь берёт начало в лесном массиве к югу от деревни Тимерчкасы Вурнарского района под названием Сагылда-Сирма. Течёт на север по открытой местности. У деревни Усландыр-Янишево на реке устроена плотина и образован большой пруд. Течёт мимо деревень Талхир и Кирегаси, затем впадает в Большой Цивиль. Устье реки находится в 112 км от устья Большой Цивил по правому берегу, к северу от деревни Кирегаси.
Длина реки составляет 13 км (по другим сведениям — 15,7 км), площадь водосборного бассейна — 64,2 км². Имеет 5 притоков. Коэффициент густоты речной сети 0,70 км/км². Долина реки глубокая, с узким дном и резко выраженной асимметрией склонов.

## Название
В верхнем течении — Сагылда-Сирма, в среднем Аслы́-Млых, Усла́ндар. Название Усландырь произошло от чувашского языческого имени мужчины Услантăр:396. Название Хорн-Зор-Сирма образовано от топонима Хорнзо́р (в Чувашии 4 населённых пункта с названием Хорнзор:407; происхождение названия деревни Хорнзор Вурнарского района, расположенной южнее истока Усландыра, — от чув. хурăн «берёза», сар/сарă «жёлтый, красивый»:407) и от чув. çырма — «река», «овраг».

## Данные водного реестра
По данным государственного водного реестра России относится к Верхневолжскому бассейновому округу, водохозяйственный участок реки — Цивиль от истока и до устья, речной подбассейн реки — Волга от впадения Оки до Куйбышевского водохранилища (без бассейна Суры). Речной бассейн реки — (Верхняя) Волга до Куйбышевского водохранилища (без бассейна Оки).
Код объекта в государственном водном реестре — 08010400412112100000162.

## Флора и фауна
В 2008 году в результате точечного наблюдения на пруду реки Усландыр отмечена большая выпь.